# Kościół Matki Bożej z Góry Karmel w Balluta Bay (St. Julian’s)
Kościół Matki Bożej z Góry Karmel (malt. Il-Knisja tal-Madonna tal-Karmnu, ang. Church of Our Lady of Mount Carmel), znany też jako Kościół Karmelitów lub Kościół parafialny w Balluta Bay – neogotycki rzymskokatolicki kościół parafialny położony w Balluta Bay w miejscowości St. Julian’s na Malcie.

## Historia
Obecny kościół, będący charakterystycznym punktem w St. Julian’s, pochodzi z pierwszej połowy XX wieku. Pierwotny kościół karmelitów był małą neogotycką kaplicą, która została zbudowana w 1859 według planów architekta Giuseppe Bonavii. Kościół odbudowano w 1877 według planów Emanuele Luigiego Galizii. Następnie został przekazany braciom karmelitom, którzy odbudowali go ponownie w 1900 według planów architekta Gustavo R. Vincentiego. Po jego śmierci prace kontynuował Joseph M. Spiteri. Następnie w 1958 kościół powiększono. W 1974 z terenu wokół kościoła utworzono parafię odrębną od parafii św. Juliana, a na kościół parafialny wybrano kościół karmelitów. Kościół został poświęcony 12 grudnia 1984.